# Djedefptah
Thamphthis là tên gọi theo tiếng Hy Lạp của một vị vua Ai Cập cổ đại (pharaoh) thuộc vương triều thứ Tư vào thời kỳ Cổ vương quốc, ông có thể đã trị vì trong giai đoạn khoảng năm 2500 trước Công nguyên với tên gọi Djedefptah với một triều đại kéo dài từ hai đến chín năm. Tên gốc bằng tiếng Ai Cập của ông đã không còn nữa, nhưng nó có thể là Djedefptah hay Ptahdjedef ("Ngài tồn tại giống như thần Ptah") theo William C. Hayes. Thamphthis là một trong số các vị vua bí ẩn của thời kỳ Cổ vương quốc, bởi vì ông hoàn toàn không được chứng thực trong các ghi chép đương thời. Vì lý do này, tên tuổi của ông vẫn đang bị các nhà sử học và khảo cổ tranh luận một cách kịch liệt.

## Bối cảnh
Bởi vì tên của Thamphthis chỉ được tìm thấy trong tác phẩm lịch sử của Manetho, Aegyptiacae, cho nên các nhà Ai Cập học ngày nay đang phải cố gắng kết nối tên của vị vua này với các vị vua cùng thời để có thể xây dựng một bảng niên đại, tuy nhiên điều này dẫn đến các cuộc tranh luận và những tranh cãi.
Ngay từ năm 1887, Eduard Meyer đã nhìn nhận Thamphthis như là một vị vua tiếm vị, người không được đề cập đến trong các biên niên sử hoàng gia hoặc có một giáo phái thờ cúng lễ tang của riêng mình bởi vì ông đã giành được ngai vàng một cách bất hợp pháp. Peter Janosi lại đi xa hơn và cho rằng Thamphthis là một nhân vật hư cấu, do thiếu các bằng chứng khảo cổ học. Ông ta tuyên bố rằng Thamphthis nên bị xoá khỏi các danh sách vua ngày nay.
Winfried Seipel và Hermann Alexander Schlögl thay vào đó đưa ra giả thuyết cho rằng hình tượng lịch sử đằng sau tên gọi Thamphthis có thể là nữ hoàng Khentkaus I. Giả thuyết này được ủng hộ nhờ vào việc Khentkaus được khắc họa trong ngôi đền tang lễ của bà giống như là một pharaoh cai trị cùng với mũ trùm đầu nemes, râu của nhà vua và vương miện uraeus nằm trên trán của bà. Tuy nhiên giả thuyết này lại không chắc chắn bởi vì tên của Khentkaus không bao giờ xuất hiện bên trong một serekh hoặc đồ hình hoàng gia.
Wolfgang Helck lại chỉ ra rằng Khentkaus I có thể là mẹ của Thamphthis, do vậy Thamphthis sẽ là con của vua Shepseskaf. Ông ta cho rằng một vị công chúa có tên là Bunefer có thể là vợ của Thamphthis và bà còn có thể là con gái của Shepseskaf. Ngoài ra bà ta còn là nữ tư tế của Shepseskaf.